# Эстония на Олимпийских играх
Эстония впервые приняла участие в Олимпийских играх в 1920 году в Антверпене. В 1940 году Эстония была присоединена к Советскому Союзу, и эстонские спортсмены в период 1952 по 1988 года выступали на Олимпийских играх за команду СССР. В 1980 году соревнования по парусному спорту прошли в Таллине. После распада Советского Союза и возобновления в 1991 году Эстонией независимости, на Олимпийских играх вновь начала выступать самостоятельная эстонская команда. 
За время выступления на Олимпийских играх в качестве самостоятельной команды эстонские спортсмены завоевали 44 олимпийских медали: 14 золотых, 11 серебряных и 19 бронзовых. Практически все медали были завоёваны на летних Олимпийских играх. Больше всего медалей эстонцы завоевали в соревнованиях по борьбе и тяжёлой атлетике.

## Медальный зачёт
| Игры                | Спортсменов                                               | Золото                                                    | Серебро                                                   | Бронза                                                    | Всего                                                     | Место                                                     |                                                           |
| ------------------- | --------------------------------------------------------- | --------------------------------------------------------- | --------------------------------------------------------- | --------------------------------------------------------- | --------------------------------------------------------- | --------------------------------------------------------- | --------------------------------------------------------- |
| 1908—1912           | Спортсмены выступали в составе сборной Российской империи | Спортсмены выступали в составе сборной Российской империи | Спортсмены выступали в составе сборной Российской империи | Спортсмены выступали в составе сборной Российской империи | Спортсмены выступали в составе сборной Российской империи | Спортсмены выступали в составе сборной Российской империи | Спортсмены выступали в составе сборной Российской империи |
| 1920 Антверпен      | 14                                                        | 1                                                         | 2                                                         | 0                                                         | 3                                                         | 14                                                        |                                                           |
| 1924 Париж          | 44                                                        | 1                                                         | 1                                                         | 4                                                         | 6                                                         | 17                                                        |                                                           |
| 1928 Амстердам      | 20                                                        | 2                                                         | 1                                                         | 2                                                         | 5                                                         | 16                                                        |                                                           |
| 1932 Лос-Анджелес   | 2                                                         | 0                                                         | 0                                                         | 0                                                         | 0                                                         | —                                                         |                                                           |
| 1936 Берлин         | 37                                                        | 2                                                         | 2                                                         | 3                                                         | 7                                                         | 13                                                        |                                                           |
| 1952—1988           | Спортсмены выступали в составе сборной СССР               | Спортсмены выступали в составе сборной СССР               | Спортсмены выступали в составе сборной СССР               | Спортсмены выступали в составе сборной СССР               | Спортсмены выступали в составе сборной СССР               | Спортсмены выступали в составе сборной СССР               | Спортсмены выступали в составе сборной СССР               |
| 1992 Барселона      | 37                                                        | 1                                                         | 0                                                         | 1                                                         | 2                                                         | 34                                                        |                                                           |
| 1996 Атланта        | 43                                                        | 0                                                         | 0                                                         | 0                                                         | 0                                                         | —                                                         |                                                           |
| 2000 Сидней         | 33                                                        | 1                                                         | 0                                                         | 2                                                         | 3                                                         | 47                                                        |                                                           |
| 2004 Афины          | 42                                                        | 0                                                         | 1                                                         | 2                                                         | 3                                                         | 64                                                        |                                                           |
| 2008 Пекин          | 47                                                        | 1                                                         | 1                                                         | 0                                                         | 2                                                         | 46                                                        |                                                           |
| 2012 Лондон         | 32                                                        | 0                                                         | 1                                                         | 1                                                         | 2                                                         | 63                                                        |                                                           |
| 2016 Рио-де-Жанейро | 46                                                        | 0                                                         | 0                                                         | 1                                                         | 1                                                         | 78                                                        |                                                           |
| 2020 Токио          | 33                                                        | 1                                                         | 0                                                         | 1                                                         | 2                                                         | 59                                                        |                                                           |
| 2024 Париж          | 18                                                        | 0                                                         | 0                                                         | 0                                                         | 0                                                         | —                                                         |                                                           |
| Всего               | Всего                                                     | 10                                                        | 9                                                         | 17                                                        | 36                                                        |                                                           |                                                           |

| Игры                     | Спортсменов                                 | Золото                                      | Серебро                                     | Бронза                                      | Всего                                       | Место                                       |                                             |
| ------------------------ | ------------------------------------------- | ------------------------------------------- | ------------------------------------------- | ------------------------------------------- | ------------------------------------------- | ------------------------------------------- | ------------------------------------------- |
| 1928 Санкт-Мориц         | 2                                           | 0                                           | 0                                           | 0                                           | 0                                           | —                                           |                                             |
| 1932 Лейк-Плэсид         | Не принимала участие                        | Не принимала участие                        | Не принимала участие                        | Не принимала участие                        | Не принимала участие                        | Не принимала участие                        |                                             |
| 1936 Гармиш-Партенкирхен | 5                                           | 0                                           | 0                                           | 0                                           | 0                                           | —                                           |                                             |
| 1952—1988                | Спортсмены выступали в составе сборной СССР | Спортсмены выступали в составе сборной СССР | Спортсмены выступали в составе сборной СССР | Спортсмены выступали в составе сборной СССР | Спортсмены выступали в составе сборной СССР | Спортсмены выступали в составе сборной СССР | Спортсмены выступали в составе сборной СССР |
| 1992 Альбервиль          | 20                                          | 0                                           | 0                                           | 0                                           | 0                                           | —                                           |                                             |
| 1994 Лиллехаммер         | 26                                          | 0                                           | 0                                           | 0                                           | 0                                           | —                                           |                                             |
| 1998 Нагано              | 20                                          | 0                                           | 0                                           | 0                                           | 0                                           | —                                           |                                             |
| 2002 Солт-Лейк-Сити      | 17                                          | 1                                           | 1                                           | 1                                           | 3                                           | 17                                          |                                             |
| 2006 Турин               | 26                                          | 3                                           | 0                                           | 0                                           | 3                                           | 12                                          |                                             |
| 2010 Ванкувер            | 30                                          | 0                                           | 1                                           | 0                                           | 1                                           | 25                                          |                                             |
| 2014 Сочи                | 25                                          | 0                                           | 0                                           | 0                                           | 0                                           | —                                           |                                             |
| 2018 Пхёнчхан            | 21                                          | 0                                           | 0                                           | 0                                           | 0                                           | —                                           |                                             |
| 2022 Пекин               | 26                                          | 0                                           | 0                                           | 1                                           | 1                                           | 27                                          |                                             |
| Всего                    | Всего                                       | 4                                           | 2                                           | 2                                           | 8                                           |                                             |                                             |

### Медали по летним видам спорта
| Вид спорта           | Золото | Серебро | Бронза | Всего |
| -------------------- | ------ | ------- | ------ | ----- |
| Борьба               | 5      | 2       | 4      | 11    |
| Лёгкая атлетика      | 2      | 1       | 3      | 6     |
| Тяжёлая атлетика     | 1      | 3       | 3      | 7     |
| Фехтование           | 1      | 0       | 1      | 2     |
| Велоспорт            | 1      | 0       | 0      | 1     |
| Академическая гребля | 0      | 2       | 1      | 3     |
| Бокс                 | 0      | 1       | 0      | 1     |
| Дзюдо                | 0      | 0       | 3      | 3     |
| Парусный спорт       | 0      | 0       | 2      | 2     |
| Всего                | 10     | 9       | 17     | 36    |

### Медали по зимним видам спорта
| Вид спорта   | Золото | Серебро | Бронза | Всего |
| ------------ | ------ | ------- | ------ | ----- |
| Лыжные гонки | 4      | 2       | 1      | 7     |
| Всего        | 4      | 2       | 1      | 7     |